# Eduard J. Bouwman
Eduard J. Bouwman (* 1936 in Nijmegen (Niederlande); † 17. August 2006) war ein niederländischer Fotograf, der sich hauptsächlich der Abbildung von Eisen- und Straßenbahnen widmete.
Sein Nachlass wird heute vom Bildarchiv des VDVA verwaltet.